# 徳田紀之
徳田 紀之(とくだ のりゆき、1978年10月16日 - )は、日本の元社会人野球選手、野球指導者。

## 経歴
兵庫県の報徳学園高校を経て、東都大学リーグの亜細亜大学に進学。4年時には大学選手権優勝。1学年上に佐藤宏志、松本奉文、同期に松井光介、吉川昌宏らがいる。
大学卒業後はデュプロに入社し、都市対抗野球に1番打者で出場。当時の同僚に松本幸大がいた。その後、軟式の朋栄を経て選手を引退。
引退後は母校の亜細亜大学のコーチに就任。監督の生田勉とともに横浜DeNAベイスターズの山﨑康晃、福岡ソフトバンクホークスの東浜巨らを育てるとともに東都大学や大学野球選手権や明治神宮大会など数多くの大会で優秀な成績を残している。